# Hyperacanthus madagascariensis
Hyperacanthus madagascariensis là một loài thực vật có hoa trong họ Thiến thảo. Loài này được (Lam.) Rakotonas. & A.P.Davis mô tả khoa học đầu tiên năm 2006.